# Jean-Baptiste Moens

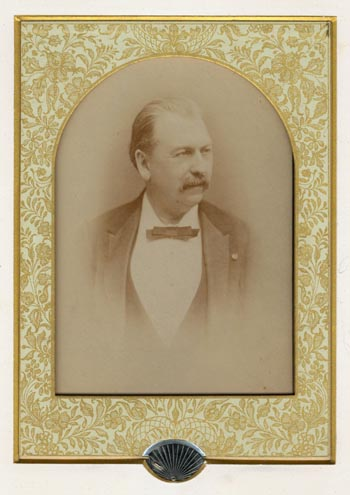
Jean-Baptiste Moens, 1887

Jean-Baptiste Moens (Doornik, 27 mei 1833 - Elsene, 28 april 1908) was een Belgisch filatelist, filatelistisch journalist en een van de eerste postzegelhandelaren. Omdat hij in 1862 de allereerste postzegelcatalogus publiceerde, werd hij de Vader van de filatelie genoemd. Hij heeft ook acht exemplaren van de Blauwe Mauritius in zijn bezit gehad.
Op de begraafplaats van Elsene rust hij onder een obelisk.